# Boehmia chelata
Boehmia chelata is een zeespin uit de familie Ascorhynchidae. De soort behoort tot het geslacht Boehmia. Boehmia chelata werd in 1879 voor het eerst wetenschappelijk beschreven door Bohm. 